# Bombe volante
Ne doit pas être confondu avec Bombe planante.

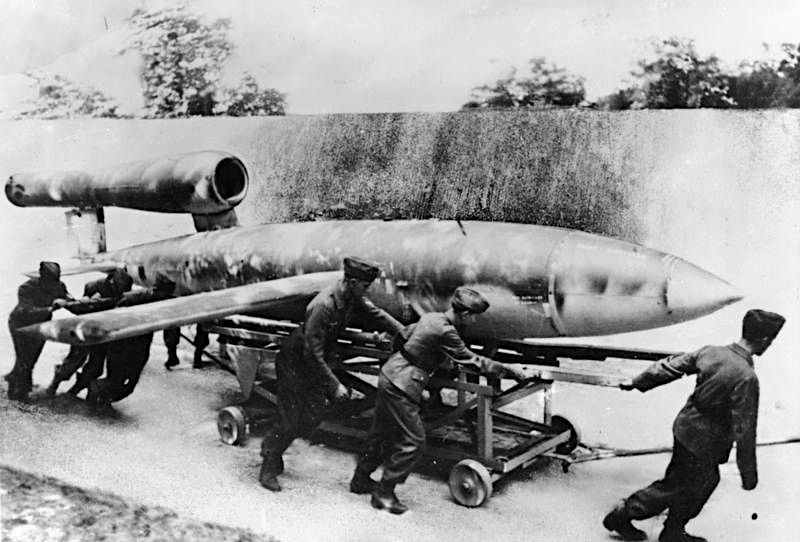
La bombe volante nazie V1

Une bombe volante est un engin ou avion, piloté ou non, emportant une charge militaire explosive, considéré comme un précurseur des missiles de croisière actuels. À la différence d'un bombardier, qui a pour fonction de délivrer ses bombes puis retourner à sa base pour être réutilisé, une bombe volante explose sur sa cible et est donc à usage unique.
Le terme de bombe volante est essentiellement associé à deux armes spécifiques de la Seconde Guerre mondiale : le V1 allemand, qui fut utilisé contre la ville de Londres, et le MXY-7 Ohka, qui fut utilisé par les Japonais contre les navires de l'US Navy. Si le premier était autonome, et est considéré comme le premier missile de croisière de l'histoire, le deuxième était contrôlé par un pilote kamikaze, qui se sacrifiait pour accomplir sa mission.

## Histoire

### Première Guerre mondiale: les premiers concepts

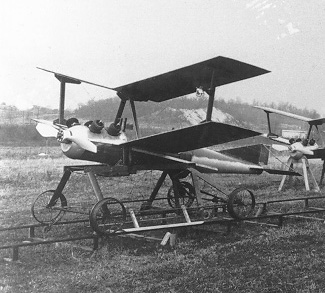
Le Kettering Bug de l'US Army

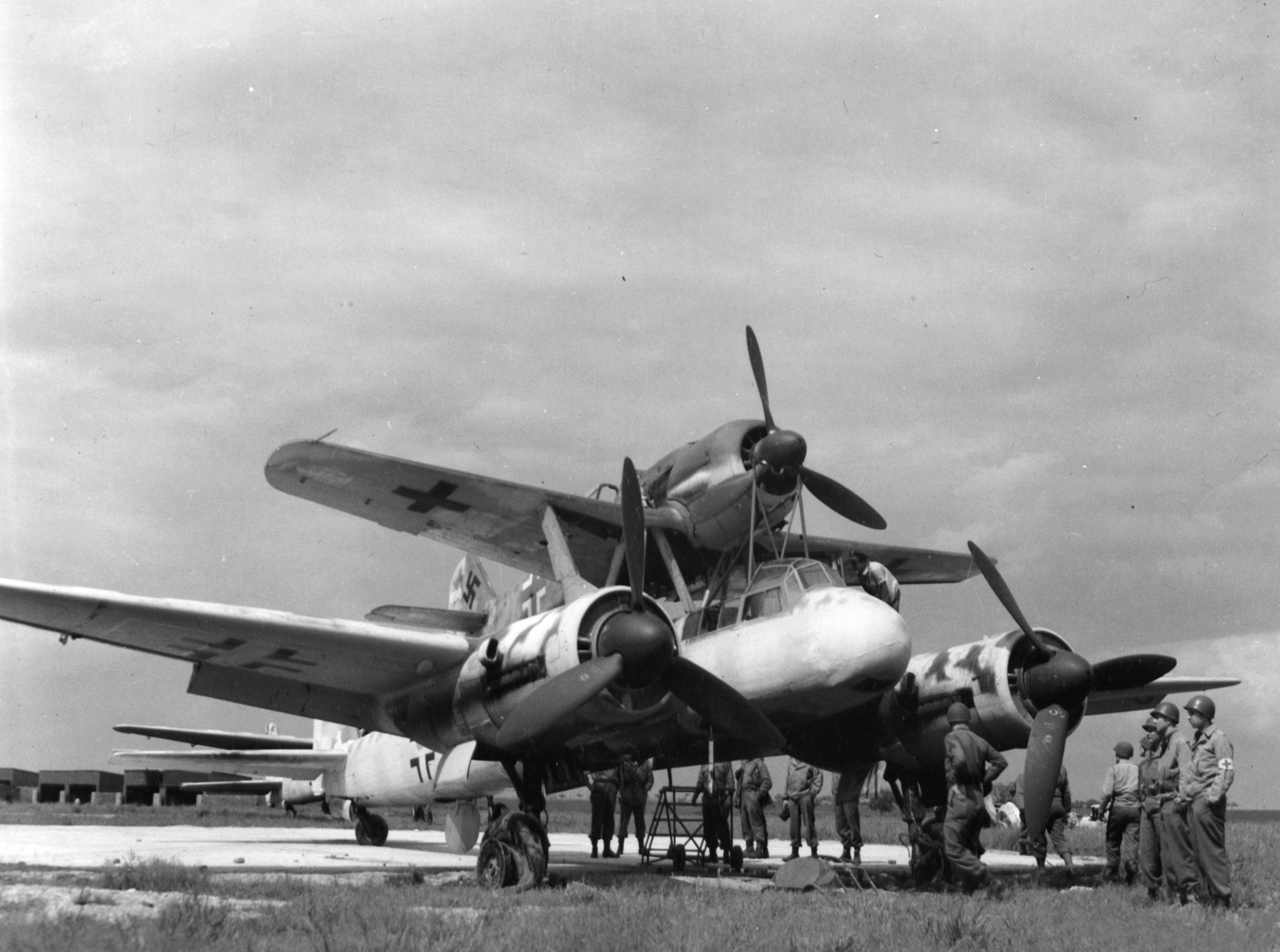
Un Mistel d'entraînement, capturé par les Alliés à la fin de la guerre.

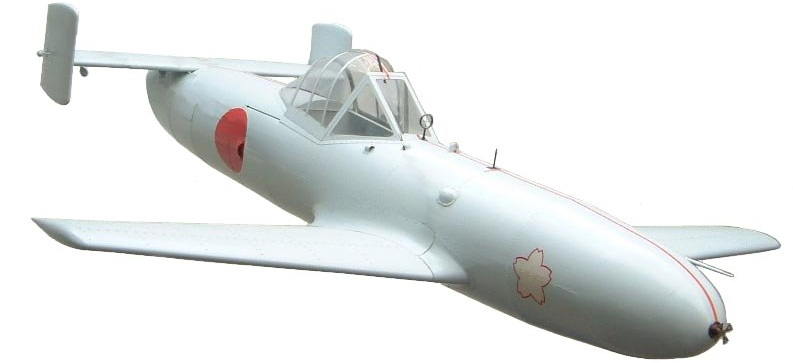
L'Ohka, un « missile piloté » japonais destiné aux attaques-suicides contre les navires américains dans le Pacifique.

Le concept de bombe volante ne date pas que de la Seconde Guerre mondiale. La première tentative de réalisation d'un tel engin, qui était plutôt désigné « torpille aérienne » (en anglais : « aerial torpedo ») dans l'US Navy, fut entreprise par Elmer Sperry pour la marine américaine en 1916. L'engin portait le nom de Hewitt-Sperry Automatic Airplane et était basé sur un hydravion Curtiss N-9. Cela mena à la conception d'un engin spécialisé, la Curtiss-Sperry Flying Bomb, qui était en fait presque entièrement raté. L'US Army tenta également de développer une bombe volante pendant la Première Guerre mondiale, la Kettering Bug, mais la guerre cessa avant que le programme n'arrive à maturité, et l'arme ne fut jamais utilisée au combat.
De leur côté, les Britanniques firent appel aux principes du pilotage automatique développés par le professeur Archibald Low pour la mise au point du Ruston Proctor AT, un biplan radiocommandé qui devait être utilisé contre les bombardiers Zeppelin allemands,

### Entre-deux guerres: des premiers résultats timides mais concluants
Pendant l'entre-deux-guerres les Britanniques réalisèrent de nouvelles expérimentations avec le Larynx, un prototype conçu par le Royal Aircraft Establishment (RAE). Reprenant les concepts de guidage du Proctor AT, il devait emmener une charge militaire de 113,5 kg sur une distance de plus de 300 miles (482 km),.
Conçu à partir de septembre 1925, il s'agissait d'un petit avion monoplan à aile médiane et fuselage tubulaire entoilé, guidé par un système de pilotage automatique utilisant des gyroscopes et propulsé par un moteur Armstrong Siddeley Lynx IV lui donnant une vitesse maximale de 320 km/h, plus élevée que celle des chasseurs contemporains,.
Malgré quelques résultats appréciables, l'appareil se montra trop sensible aux conditions météo et trop peu précis dans sa navigation pour être jugé utilisable contre autre chose que des cibles de grande taille et, après la production de seulement sept prototypes, le projet fut abandonné,.

### Seconde Guerre mondiale: l'apogée
La Seconde Guerre mondiale relança la conception de bombes volantes. Les Allemands mirent au point les armes de type « Mistel », qui étaient fonctionnelles et furent utilisées au combat, mais qui n'eurent quasiment aucun succès sur le champ de bataille. Les Mistels étaient un assemblage de deux avions, un chasseur de petite taille, qui était piloté, et un beaucoup plus gros, sans pilote, qui était un bombardier moyen modifié contenant une énorme charge creuse (la plupart du temps un Junkers Ju 88). Le bombardier était arrimé sous le chasseur, depuis lequel le pilote guidait l'ensemble jusqu'à l'approche de la cible. Ensuite, il le larguait et le laissait rejoindre la cible en vol plané. L'arme allemande la plus connue reste cependant le V1, qui fut utilisé en grand nombre sur Londres en 1944 pour tenter de démoraliser les Britanniques et dès octobre 1944 sur Anvers en essayant de détruire le port qui était déjà dans les mains des troupes alliées. Il fut ensuite remplacé dans ce rôle par la fusée V2, qui elle est considérée comme le premier missile balistique de l'Histoire.
Les Américains conçurent eux aussi des armes pouvant être qualifiées de bombes volantes, au cours de ce conflit. Elles reçurent cependant généralement la désignation d'« assault drones » (drones d'assaut). On peut citer par exemple les Fairchild BQ-3, Fleetwings BQ-2 ou Interstate TDR. La plupart de ces engins étaient des avions classiques à peine modifiés, chargés d'explosifs et dirigés à distance par un avion suiveur, même s'ils pouvaient aussi être pilotés de manière classique pour les phases d'essais en vol et les vols de convoyage. Aucun de ces projets ne dépassa le stade des expérimentations et tous furent rapidement abandonnés. Ils étaient soit trop chers, soit inutilisables, ou faisaient face à de gros problèmes et retards de développement. Aussi, il fut généralement admis que les bombardiers classiques étaient au moins aussi efficaces, et leur développement ne semblait donc plus vraiment nécessaire.
Ces armes furent utilisées lors de l'« opération Anvil », qui coûta la vie au pilote Joseph Patrick Kennedy, Jr., frère de John Fitzgerald Kennedy (qui devint plus tard président des États-Unis). Il perdit la vie le 12 août 1944 aux commandes d'un B-24 Liberator chargé de onze tonnes d'explosifs, qui explosa en vol au-dessus de l'Angleterre à cause d'un problème électrique. L'avion devait être piloté pour le décollage, puis le pilote devait sauter en parachute avant de quitter les côtes anglaises, laissant les commandes à un pilote dans un avion accompagnateur. Il explosa toutefois avant que Kennedy n'ait eu le temps de s'extraire de l'avion.
Enfin, le Japon mit également au point des bombes volantes pendant la guerre du Pacifique. Souvent désignées « missiles pilotés », « avions-suicide », ou « avions kamikazes », ces armes étaient manœuvrées par des pilotes prêts à sacrifier leur vie pour leur empereur. Il faut toutefois faire la différence entre les avions-suicide ou kamikazes, qui étaient des avions classiques utilisés pour s'abattre contre une cible, et les vrais missiles pilotés, comme l'Ohka, qui avaient été conçus uniquement dans ce but. L'Ohka fut l'unique missile piloté à réussir quelques missions pendant la Seconde Guerre mondiale. Il parvint par exemple à briser en deux et couler le destroyer USS Mannert L. Abele et endommagea un autre destroyer, l'USS Hugh W. Hadley, à tel point qu'il ne fut jamais réparé.
Une version pilotée du V1 fut également conçue, le « Reichenberg », mais les dirigeants du Troisième Reich estimèrent que le sacrifice de pilotes allemands était contraire à la doctrine nazie et le projet fut annulé.

### Résurgences à l'époque contemporaine

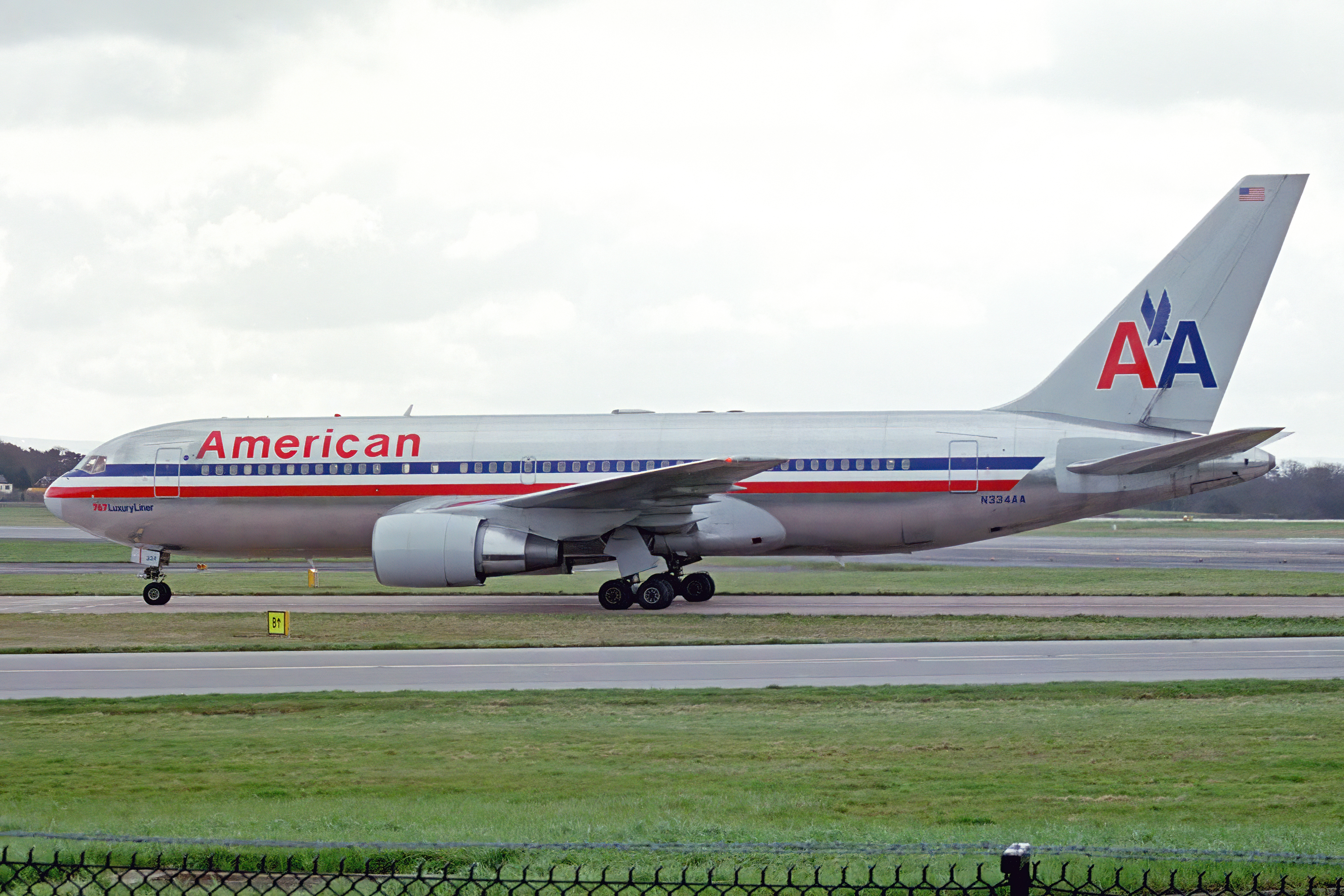
Le Boeing 767, avion-suicide du World Trade Center.

Si désormais, les charges explosives autoportantes sont généralement des missiles sophistiqués, il existe encore des exemples actuels.
Le cas le plus emblématique est le détournement de l'usage d'avions de ligne commerciaux par des terroristes suicidaires, le 11 septembre 2001, afin de les projeter dans des bâtiments, en exploitant l'inflammabilité des réservoirs de kérosène encore pleins au décollage. Le résultat sur le World Trade Center dépassa leurs propres projections en provoquant la destruction de la totalité des deux tours, alors qu'ils escomptaient seulement les endommager partiellement. Cet attentat est à l'origine d'un durcissement important de la sécurité aérienne depuis cette époque.
Avec le progrès de la technologie des drones téléguidés sur de grandes distances, il est aussi désormais possibles de tracter une petite bombe artisanale dans les airs jusqu'à une cible, ce qui soulève de nouveaux enjeux pour la protection des personnalités publiques ou des sites industriels sensibles (notamment les centrales nucléaires).
Au cours de la guerre en Ukraine, les pilotes de drones montrent avec quelle facilité il est possible de mettre hors d'état de nuire des véhicules blindés avec un engin kamikaze peu coûteux.

## Types de bombes volantes
Les bombes volantes pouvaient être pilotées ou non. Elles pouvaient également être propulsées ou non, mais les modèles non propulsés, comme les ASM-N-2 Bat de l'US Navy ou les Hagelkorn (en) et Fritz X allemands, sont plus communément désignés « bombes planantes », un terme qui existe encore de nos jours pour certaines armes de précision comme les HOPE/HOSBO (en) allemandes ou l'AGM-154 Joint Standoff Weapon américaine.
Les bombes volantes étaient conceptuellement plutôt proches des missiles de croisière actuels (par exemple le BGM-109 Tomahawk), parce-qu'elles avaient des ailes leur procurant une portance suffisante pour ne pas perdre d'altitude (à l'inverse des bombes planantes), et elles avaient généralement un ou des moteurs qui fonctionnaient jusqu'à l'impact.